# World of Warcraft
World of Warcraft je trenutno jedna od najpopularnijih MMORPG igri na svijetu.
Tematski se nadovezuje na Blizzardove strateške računalne igre (Warcraft I, II i III) s pripadajućim ekspanzijama. Proizvođač igre je Blizzard Entertainment, tvrtka zarađuje preko 100 milijuna američkih dolara mjesečno samo od naslova World of Warcraft. Za igranje same igre potrebno je plaćanje mjesečne pretplate koja iznosi 12,99 €  (oko 100 Kn).

## Rase i klase
Igrač izabire jednu od dvanaest mogućih rasa i klasa. 
Šest rasa je na strani Saveza (Alliance):
- ljudi (Humans),
- patuljci (Dwarves),
- gnomovi (Gnomes),
- noćni vilenjaci (Night Elves),
- draenei i
- vukodlaci (Worgeni),

i šest rasa je na strani Horde:
- orci (Orcs),
- taureni (Tauren),
- nemrtvi (Undead),
- trolovi (Trolls),
- krvavi vilenjaci (Blood Elves) i
- goblini (Goblins).

Od izbora klasa postoje: 
- lovac na demone (Demon Hunter)
- ratnik (Warrior),
- vještac (Warlock),
- šaman (Shaman),
- lupež (Rogue),
- svećenik (Priest),
- sveti vitez (Paladin),
- čarobnjak (Mage),
- lovac (Hunter),
- druid (Druid)
- vitez smrti (Death Knight)
- redovnik (Monk)

|                      | Rase  |             |      |       |               |               |       |        |     |        |                   |               |
| Klasa                | Human | Night Elves | Gnom | Dwarf | Draenei (TBC) | Worgen (Cata) | Troll | Tauren | Orc | Undead | Blood Elves (TBC) | Goblin (Cata) |
| Druid                | Ne    | Da          | Ne   | Ne    | Ne            | Da            | Da    | Da     | Ne  | Ne     | Ne                | Ne            |
| Hunter               | Da    | Da          | Ne   | Da    | Da            | Da            | Da    | Da     | Da  | Da     | Da                | Da            |
| Mage                 | Da    | Da          | Da   | Da    | Da            | Da            | Da    | Ne     | Da  | Da     | Da                | Da            |
| Paladin              | Da    | Ne          | Ne   | Da    | Da            | Ne            | Ne    | Da     | Ne  | Ne     | Da                | Ne            |
| Priest               | Da    | Da          | Da   | Da    | Da            | Da            | Da    | Da     | Ne  | Da     | Da                | Da            |
| Rogue                | Da    | Da          | Da   | Da    | Ne            | Da            | Da    | Ne     | Da  | Da     | Da                | Da            |
| Shaman               | Ne    | Ne          | Ne   | Da    | Da            | Ne            | Da    | Da     | Da  | Ne     | Ne                | Da            |
| Warrior              | Da    | Da          | Da   | Da    | Da            | Da            | Da    | Da     | Da  | Da     | Da                | Da            |
| Warlock              | Da    | Ne          | Da   | Da    | Ne            | Da            | Da    | Ne     | Da  | Da     | Da                | Da            |
| Death Knight (WotLK) | Da    | Da          | Da   | Da    | Da            | Da            | Da    | Da     | Da  | Da     | Da                | Da            |

## Igra
Nakon kreacije lika igrač počinje svoj "virtualni život" u Azerothu (svijet u kojem se zbiva radnja). Osim rješavanja raznih zadataka (questova), igrač može prikupljati iskustvo (experience - xp) potrebno za napredak na višu razinu i samostalno ubijanjem divljih i domaćih životinja, čudovišta, istraživanjem i otkrivanjem novih područja i sl.
Dio igre koji je posebno zabavan su tzv. bojišta (battlegrounds), odnosno neka vrsta virtualnih arena gdje se igrači bore jedni protiv drugih, s određenim krajnjim ciljem arene. Mnogim snažnijim igračima posebno je važna i Arena u kojoj se bore protiv drugih igrača.
Igrač se moze pridružit nekoj od gildi (saveza) ili ju sam stvoriti, te u nju pozvati prijatelje. Od dodatka Cataclysm moguće je unaprijediti (podignuti stupanj razvoja) svoju gildu; to se postiže tako da se ide u pohode gildi (guild raid), tamnice (dungeon) i RBG-ove (rated battleground) ali za ova bojišta ne može se prijaviti klasično već je potrebno imati formiranu grupu kako bi igrač ušao.

## Dodaci (ekspanzije)
16. siječnja 2007. godine izlazi prvi dodatak za World of Warcraft pod imenom World of Warcraft: The Burning Crusade. 13. studenog 2008. godine izlazi i drugi dodatak pod imenom World of Warcraft: Wrath of the Lich King. 21. kolovoza 2009. godine Blizzard je na BlizzConu najavio novu ekspanziju World of Warcraft: Cataclysm.
Nakon dodatka Cataclysm dolazi nova ekspanzija pod imenom "Mists of Pandaria", u ovoj ekspanziji dolazi nova rasa pande ("Pandaren") ovo je prvi puta u povijesti WoW-a da ce neka rasa biti dostupna i jednoj i drugoj strani (tj. i Hordi i Savezu), uz tu rasu dolazi i nova klasa redovnik (monk) koja će biti dostupna svim rasama osim vukodlacima (worgenima) i goblinima. Također će biti dodan sustav borbe za ljubimce u kojem će se moći svoje inače pasivne i neagresivne ljubimce uključiti u borbu protiv drugih ljubimaca (nešto poput pokemona). Osim svega, Blizzard planira i u potpunosti promijeniti sustav talenata te ga pojednostavniti u potpunosti, a to za sada nije dobilo podršku igrača tako da se još o tome raspravlja.
Nakon dodatka Mists of Pandaria dolazi novi pod imenom Warlords of Draenor. U ovom dodatku nema novih rasa i klasa, ali otkriven je novi kontinent Draenor. Tijekom ovog dodatka, u ranoj 2015. godini, WoW doživljava masovni pad pretplata, igrači WoW-a jednostavno nisu zadovoljni ovim dodatkom. Dalje je izašao Legion, u kojemu je dodano novo područje naziva Broken Isles, klasa lovac na demone (Demon Hunter) i masovne preinake postojećih sistema igre. Nakon Legion-a koji je zadovoljio većinu starih i novih igrača 2 godine kasnije točnije 14.8.2018. izlazi novi dodatak koji se zove Battle for Azeroth.

## Poveznice
- World of Warcraft: The Burning Crusade
- World of Warcraft: Wrath of the Lich King
- World of Warcraft: Cataclysm
- MMORPG

## Vanjske poveznice
- World of Warcraft Europe
- World of Warcraft USA
- WoWWiki